# Frederick Gowland Hopkins
Frederick Gowland Hopkins (Eastbourne, 20 de junio de 1861 - Cambridge, 16 de mayo de 1947) fue un bioquímico británico. Premio Nobel de Fisiología o Medicina en 1929 por el descubrimiento de los factores nutrientes esenciales, junto con Christiaan Eijkman.

## Biografía
Hopkins destacó en la escuela ya con 10 años donde recibió un premio de ciencias. Cuando dejó el colegio, con 17 años publicó un artículo sobre el escarabajo bombardero en el periódico The Entomologist.
Inicialmente estudió química en la Universidad de Londres y posteriormente, con 32 años, medicina en el Hospital Guy. Fue profesor de fisiología clínica en la Universidad de Cambridge y desde 1914 profesor de bioquímica, donde de 1921 a 1943 ocupó la cátedra de sir William Dunn.
Miembro desde 1905 de la Royal Society, fue presidente de la misma de 1930 a 1935  y desde 1933, de la British Association for the Advancement of Science.
Cuando empezó la Primera Guerra Mundial y los alimentos escaseaban, sus estudios se centraron en racionar los alimentos y elegir aquellos de más alto valor nutricional. 
Su principal contribución investigadora radica en el conocimiento de las sustancias elementales, aquellas que el organismo necesita adquirir de la dieta y que su falta condiciona enfermedad. Descubrió que unos alimentos tenían relación directa con el crecimiento. Comprobó que el consumo de leche conseguía reanudar el crecimiento detenido de un ser vivo en formación.
Entre sus descubrimientos están, en 1892 nuevos métodos para apreciar cuantitativamente el ácido úrico de la orina, en 1901 métodos de análisis del triptófano (aminoácido cristalizado) y, en 1921 métodos para aislar el glutatión, compuesto aminoácido importante en la autooxidación celular.

## Premios y Reconocimientos
1918. Medalla Real de la Royal Society.
1925. Título de caballero, concedido por el rey Jorge V.
1926. Medalla Copley de la Royal Society.
1929. Nobel de Fisiología y Medicina, compartido con Christian Eijkman.
1933. Presidente de la Asociación Británica para el Avance de la Ciencia.
1935. Orden del Mérito, más exclusivo honor civil de Gran Bretaña.